# Förbandsknop

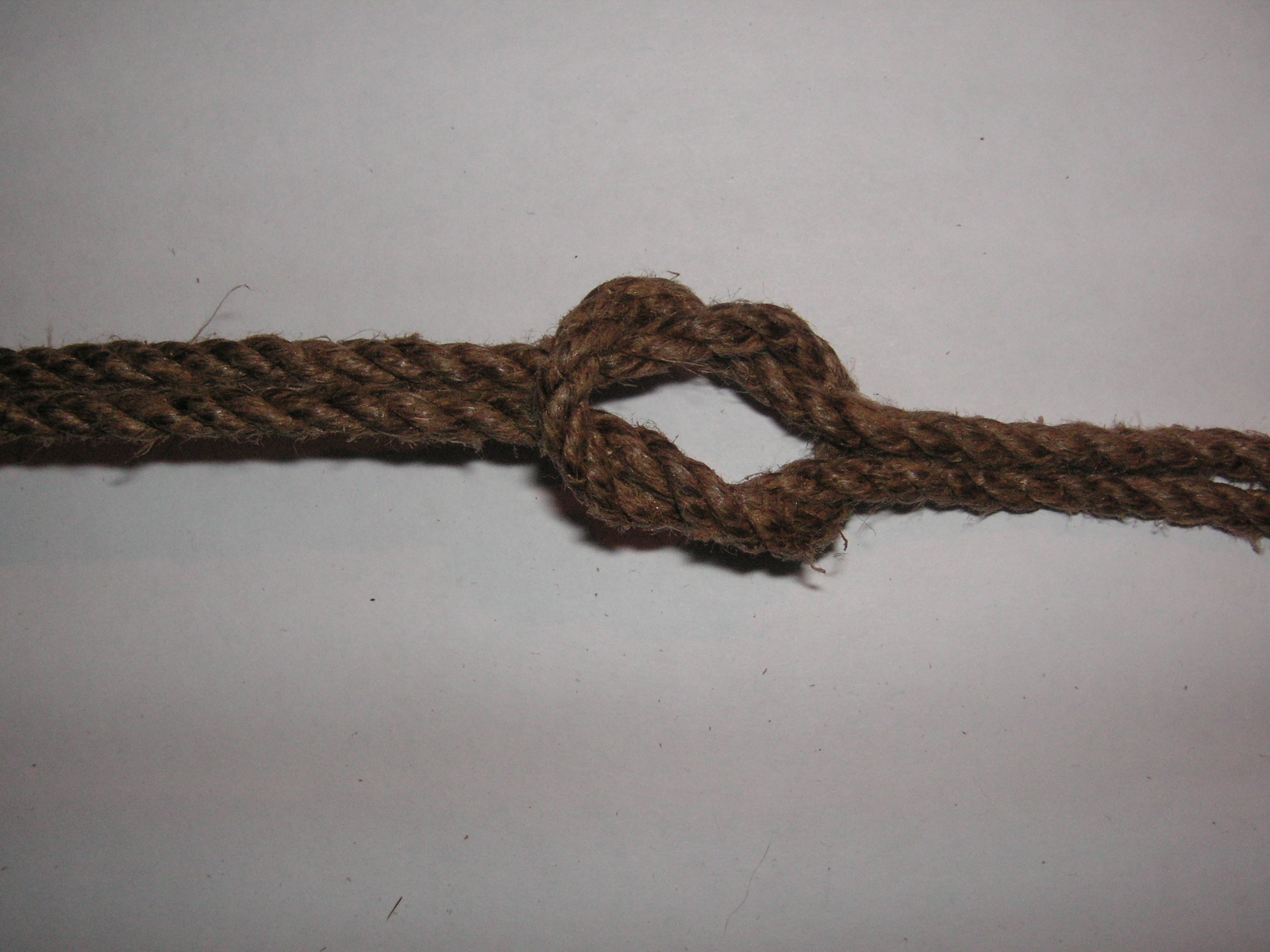
Bilden visar en råbandsknop, vilken räknas till förbandsknoparna.

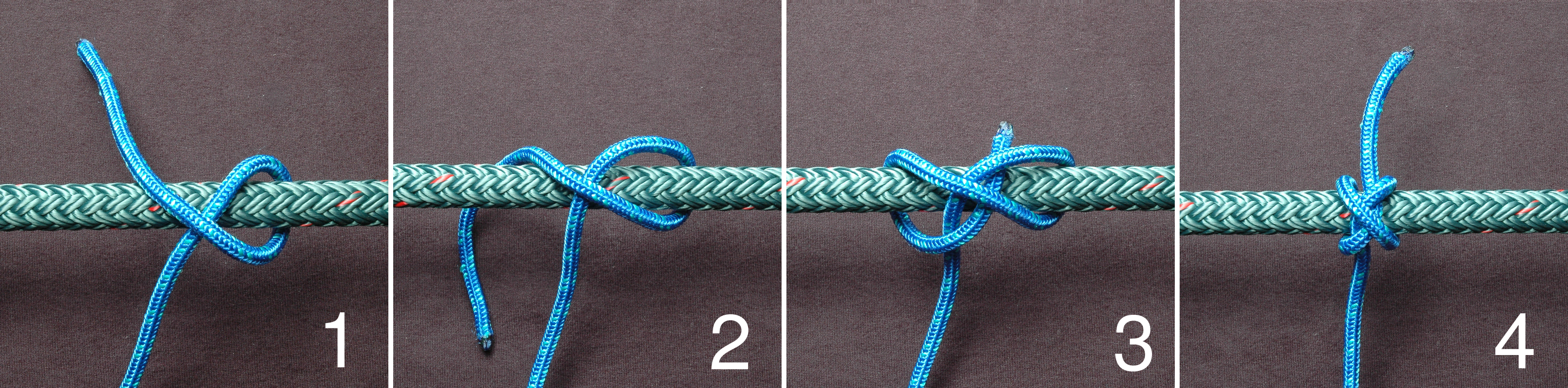
De fyra stegen för att slå en Constrictorstek, en sorts förbandsknop

En förbandsknop är en typ av knop som används för att låsa ett tågvirke som slagits om ett föremål.
Förbandsknopar används för att låsa ett rep runt ett föremål. Beroende på vilken förbandsknop som används lämpar de sig för att låsa runt olika sorters föremål, allt från timmerstockar till mindre paket. Majoriteten av förbandsknoparna kan dras åt hårt och håller sig därför säkert på plats.
En förbandsknop lämpar sig dock inte till att förena två eller flera rep med varandra. Eftersom många förbandsknopar riskerar att gå upp vid mycket hård belastning lämpar de sig inte alltid som fastgöringsknopar, och andra förbandsknopar riskerar dessutom att vara svåra att få upp efter att de belastats hårt.
Till förbandsknoparna räknas bland annat följande knopar:
- Constrictorstek[2]
- Dubbelt halvslag[3]
- Halvslag[4]
- Råbandsknop[5]
- Suturknut[6]
- Timmerknut[7]
- Tjuvknop[8]